# Liste der Listen von Sternen
Es gibt in der Wikipedia mehrere Listen von Sternen:
- Liste sehr großer Sterne
- Liste der hellsten Sterne
- Liste der massereichsten Sterne
- Liste der nächsten Sterne und Braunen Zwerge
- Liste von veränderlichen Sternen
- Liste heller ekliptiknaher Sterne
- Liste der mit bloßem Auge sichtbaren Sterne
- Liste von Doppel- und Mehrfachsternen
- Liste von Supernovae
- Liste von Sternennamen